# 薛孟
薛孟（1497年—？），字惟亞，浙江嘉興府嘉善縣人，民籍，明朝政治人物。

## 生平
嘉靖十三年（1534年）甲午科順天府鄉試第三十三名舉人。嘉靖十四年（1535年）聯捷乙未科會試第一百名，登第二甲第六十四名進士。授兵部武库司主事，历车驾司郎中，曾任郴州知州，嘉靖二十六年（1547年）丁父母忧。服阕，起补濮州知州。

## 家族
曾祖薛圭，號稼軒；祖父薛瑜，號松雲，曾任義官；父薛寅（1477年-1547年），字用夏，號東巗，曾任典膳。母陶氏（1473年-1547年）。具庆下。兄學，典膳；孚；孳。弟字、季，俱监生；享、厚、口、孝、教。